# Lincoln's Inn
Lincoln's Inn, une des quatre Inns of Court, se trouve près de la Cour Royale de Justice à Londres.
Ancien collège juridique, Lincoln's Inn encore représente un des quatre centres de formation des barristers britanniques.

## Histoire
Jusqu'au début du XIIIe siècle, l'enseignement du droit à Londres était essentiellement dispensé par le clergé. Deux événements mirent un terme à cette situation : d'abord une bulle papale de 1218 faisant interdiction aux clercs d'enseigner le droit civil, et leur enjoignant de se borner à l'enseignement du droit canon ; et un décret d’Henri III d'Angleterre (2 décembre 1234) interdisant la présence d'instituts de droit dans l'enceinte de la Cité de Londres. Aussi les juristes quittèrent-ils la Cité pour s'établir dans le village voisin de Holborn, non loin des tribunaux de Westminster Hall.

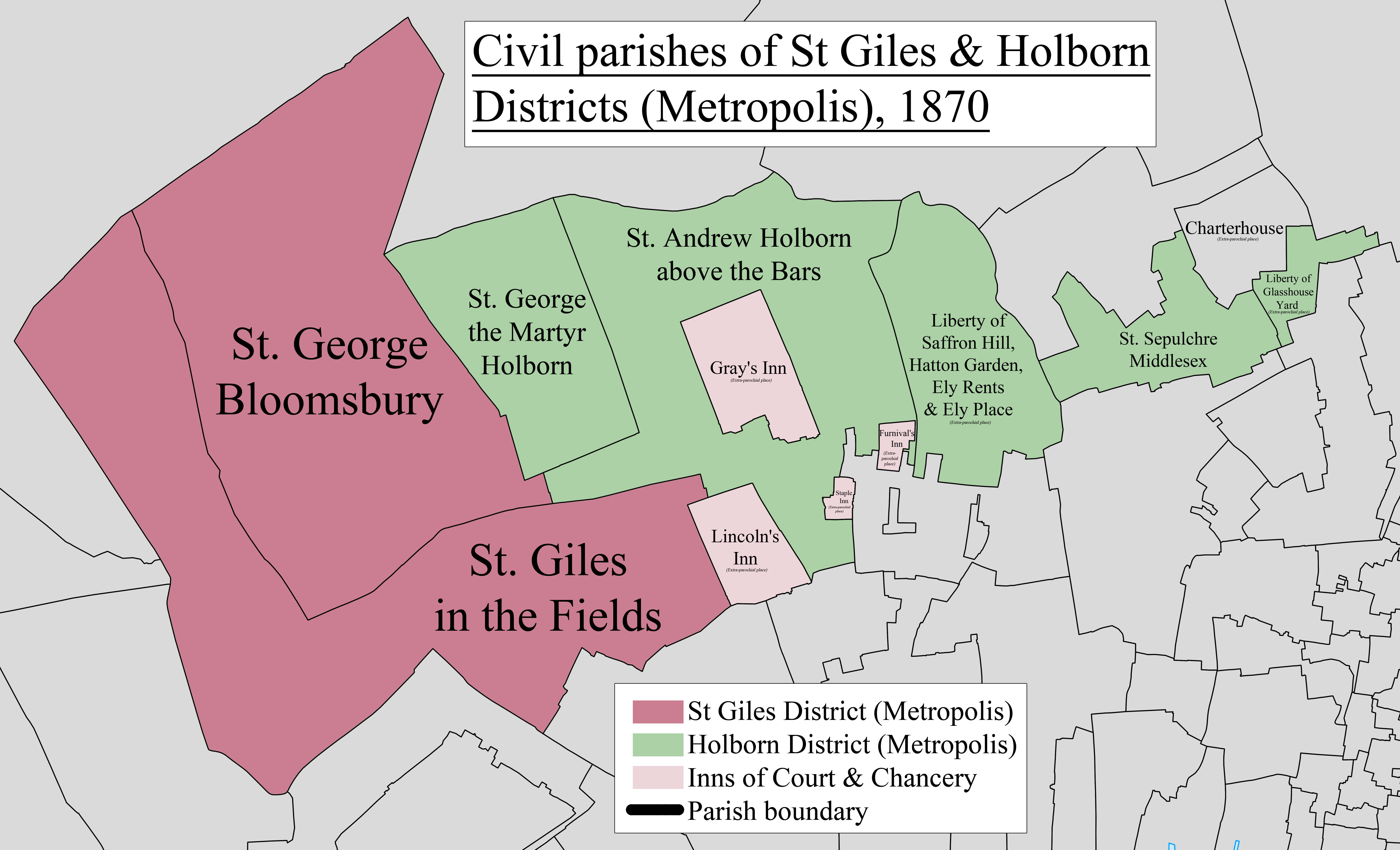
Carte montrant le périmètre du ressort de l'Inn en 1870.

Comme pour les autres Inns of Court, on ignore la date de fondation precise de Lincoln's Inn, qui possède cependant le fonds d'archive le plus ancien : ses black books, rapportant les minutes du conseil, remontent à 1422, et les rubriques les plus anciennes témoignent que, déjà à cette époque, l'inn était fortement organisée. Henry de Lacy, 3e comte de Lincoln, avait invité les juristes sur ses terres de Holborn, et ils s'établirent à Thavie's Inn, l'une des Inns of Chancery, avant de s'étendre à Furnival's Inn. Il apparaît que Lincoln's Inn était déjà une école de droit institutionnelle à la mort du comte, en 1310.

## Voir aussi

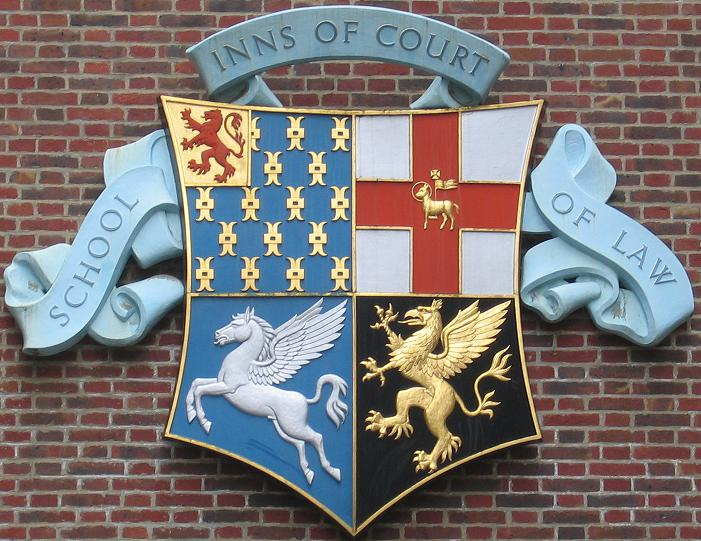
Armes composées, l'écu du «Lincoln's Inn» au 1er quartier,
c'est-à-dire en haut à gauche